# الجامعة الفيدرالية في غوياس
الجامعة الفيدرالية في غوياس (بالبرتغالية: Universidade Federal de Goiás‏)
(UFG) هي جامعة حكومية وتقع في البرازيل ولاية غوياس، غويانيا، ولها أكثر من حرم جامعي في كاتالاو، ومدينة غوياس، وجاتاي.
تأسست في 14 ديسمبر 1960، بعد اندماج الكليات الموجودة سابقًا، أصبحت هي المؤسسة الوحيدة الممولة اتحاديًا للتعليم العالي في الولاية، وهي الأغنى والأكثر سكانًا في منطقة وسط غرب البرازيل. تضم أنشطة الجامعة نحو 28899 طالبًا في 150 دورة جامعية.
وفقًا للمعهد الوطني للدراسات والبحوث حول التعليم، المرتبط بوزارة التعليم، فإن الجامعة هي ثاني أفضل جامعة في المنطقة الوسطى الغربية بعد جامعة برازيليا.
تدير الجامعة نحو 144 هكتار (360 أكر) كمحمية وهي المحمية البيولوجية للبروفيسور خوسيه أنجيلو ريزو وهي وحدة محمية بشكل صارم تم إنشاؤها في عام 1969 في بلدية موسامديس.

## روابط خارجية
- الموقع الرسمي
103

}}
- الموقع الرسمي
 باللغة البرتغالية